# Епархия Хэнчжоу
 Епархия Хэнчжоу (лат.  Dioecesis Hemceuvensis, кит.  中文: 衡州, 衡陽) — епархия Римско-Католической Церкви с центром в городе Хэнъян, провинция Хунань, Китай. Епархия Хэнчжоу входит в архиепархию Чанша.

## История
23 июля 1930 года Святым Престолом был учрежден Апостольский викариат Хэнчжоу, выделившийся от Апостольского викариата Чанша. 11 апреля 1946 года Апостольский викариат Хэнчжоу был преобразован в епархию Хэнчжоу.

## Ординарии
- епископ Raffaele Angelo Palazzi (23.07.1930 — 11.04.1946)
- епископ Raffaele Angelo Palazzi (11.04.1946 — 1.02.1951)
- епископ Joseph Wan Ci-zhang (1.02.1951 — март 1961)
- с марта 1961 года по настоящее время кафедра вакантна

## Источник
- Annuario pontificio, Libreria Editrice Vaticana, Città del Vaticano, 2003, ISBN 88-209-7422-3